# S.Oliver
s.Oliver (nome completo: s.Oliver Bernd Freier GmbH & Co. KG) è un'azienda tedesca di moda con sede a Rottendorf che vende abbigliamento, scarpe, accessori, gioielli, profumi e occhiali in tutto il mondo.

## Storia

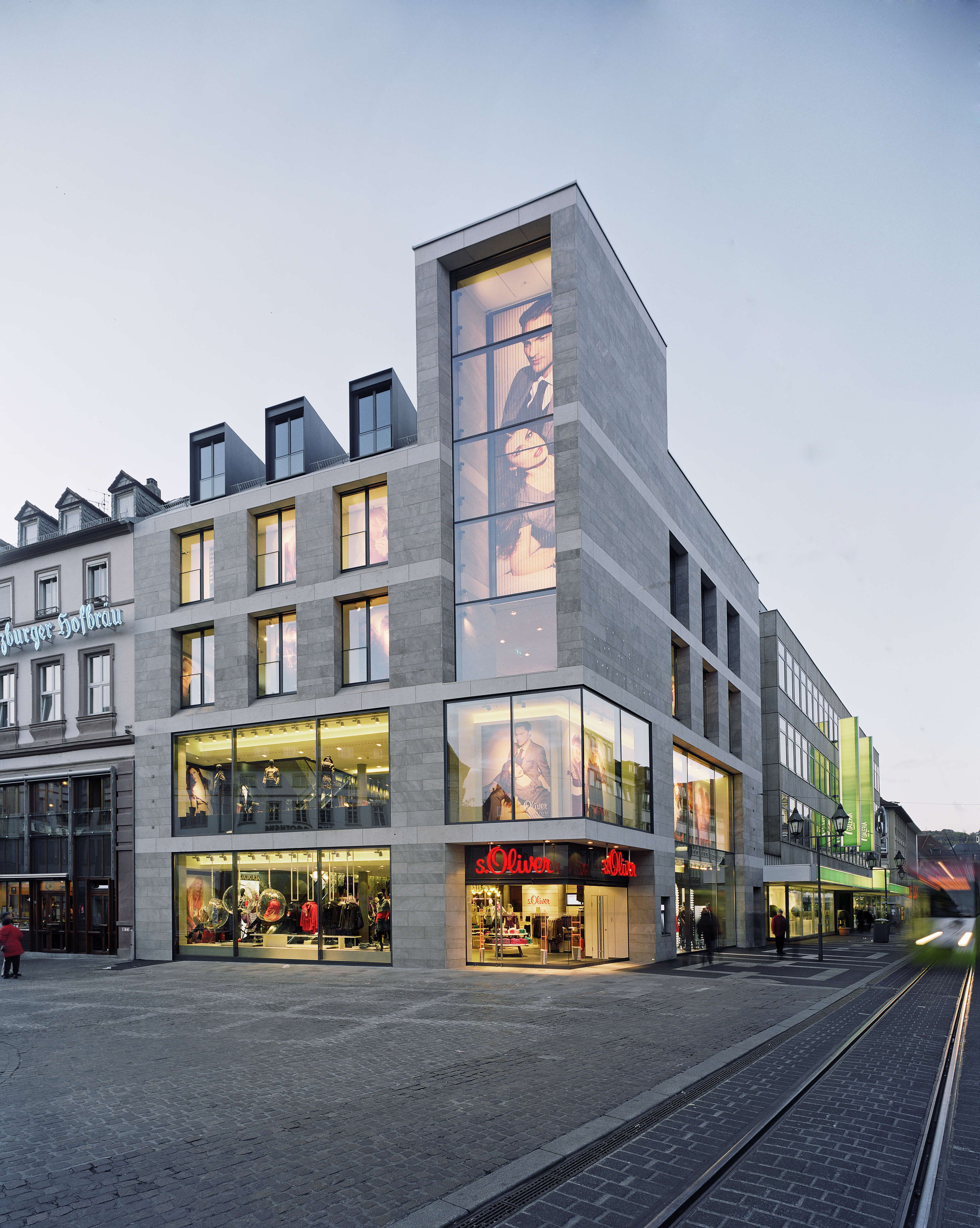
Il negozio s.Oliver a Würzburg

L'azienda venne fondata nel 1969 a Würzburg da Bernd Freier (che ha ricoperto il ruolo di amministratore delegato fino al 2014) come piccola boutique di soli 25 metri quadrati di superficie. Originariamente venne denominata Sir Oliver sia in onore di Oliver Twist, protagonista dell'omonimo romanzo di Charles Dickens, sia come omaggio alla scena della moda londinese.
Negli anni Settanta i fornitori di moda spesso non erano in grado di consegnare le quantità ordinate dai rivenditori o di consegnarle in tempo. Nel 1974 Bernd Freier decise di recarsi in India per negoziare direttamente con i produttori tessili locali, ottenendo così l'indipendenza dai grossisti.
Nel 1978, a causa di un contenzioso legale con il marchio di acqua di Colonia 4711, di proprietà dei produttori di profumi Mäurer & Wirtz GmbH & Co. KG, che avevano registrato il nome "Sir" come marchio, il nome Sir Oliver venne modificato in s.Oliver e depositato con la nuova denominazione nel 1979 presso l'Ufficio tedesco dei brevetti e dei marchi (DPMA) a Monaco di Baviera.
Nel 1987 s.Oliver rilevò il produttore di moda denim Chicago e rilanciò il marchio con il nome Knockout.
Nel 1993 venne fondata la Chaloc GmbH, che nel 2001 venne ridenominata comma e nel 2002 passò interamente sotto il controllo di s.Oliver.
Nel 1998 venne aperto in Austria il primo negozio al dettaglio s.Oliver al di fuori della Germania. Negli anni successivi il marchio ha continuato ad espandersi a livello mondiale, arrivando ad essere presente in più di 30 Paesi, tra cui Austria, Svizzera, Slovenia, Belgio, Polonia, Bosnia ed Erzegovina, Serbia, Croazia, Francia, Italia, Repubblica Ceca e India.
s.Oliver è riuscita a più che quadruplicare il proprio fatturato dal 1995, superando il miliardo di euro nel 2007.
Nel 2009 il gruppo s.Oliver ha generato un fatturato totale  pari a 1,16 miliardi di euro.
Il 4 novembre 2019 venne nominato come amministratore delegato Claus-Dietrich Lahrs, prendendo il posto del fondatore Bernd Freier, che nel 2018 aveva ripreso ad interim tale carica.

### Sponsorizzazioni sportive
A partire dagli anni Novanta s.Oliver è apparso come sponsor in diverse discipline sportive. A livello di sport individuali, il marchio ha sponsorizzato il tennista Ivan Lendl, il cestista Dirk Nowitzki, il pilota di Formula 1 Ralf Schumacher durante le sue due stagioni in Jordan tra il 1997 e il 1998, il pilota di Formula 3 Timo Scheider e il pugile Volodymyr Klyčko.
Per quanto riguarda invece gli sport di squadra, s.Oliver è stato presente nel calcio, comparendo come sponsor principale sulle maglie di Borussia Dortmund (dal 1997 al 2000) e Lech Poznan (dal 2010 al 2012) e stringendo una collaborazione come fashion sponsor per il Bayern Monaco (dal 2011 al 2014); nel basket, invece, sponsorizza dal 2010 il Würzburg Baskets, che tra il 2010 e il 2022 aveva assunto le denominazioni societarie di s.Oliver Baskets (2010-2016) e s.Oliver Würzburg (2016-2022).